# Scordyliodes tesselata
Scordyliodes tesselata là một loài bướm đêm trong họ Geometridae.